# Philonotis vanderystii
Philonotis vanderystii là một loài rêu trong họ Bartramiaceae. Loài này được Cardot mô tả khoa học đầu tiên năm 1909.